# Villanueva (Nuevo México)
Villanueva es un lugar designado por el censo ubicado en el condado de San Miguel en el estado estadounidense de Nuevo México. En el Censo de 2010 tenía una población de 229 habitantes y una densidad poblacional de 12,16 habitantes por km².

## Geografía
Villanueva se encuentra ubicado en las coordenadas 35°15′57″N 105°21′37″O / 35.26583, -105.36028. Según la Oficina del Censo de los Estados Unidos, Villanueva tiene una superficie total de 18,83 km², de la cual 18,83 km² corresponden a tierra firme y (0%) 0 km² es agua.

## Historia
Antes de 1786, cuando se firmó un tratado de paz con los comanches, los asentamientos españoles en Nuevo México se limitaron al valle del Río Grande. La reducción de la amenaza de las incursiones comanches permitió la expansión hacia el este de los asentamientos españoles en las Grandes Llanuras. Villanueva fue uno de los asentamientos fundados en el valle del río Pecos como parte de esa expansión. Una de las principales razones para fundar los asentamientos del valle de Pecos fue defender los asentamientos españoles y pueblanos en el valle del Río Grande de las incursiones de los apaches y otros pueblos indios.
Villanueva, un pueblo colonial español, fue fundado en 1808 y originalmente se llamaba La Cuesta porque el pueblo se encuentra en la cima de una colina o cuesta de pendiente pronunciada con vista al río Pecos. La Cuesta fue una de las comunidades ubicadas dentro de la Concesión de Tierras de San Miguel del Vado. La concesión fue aprobada por el gobierno español en 1794 y los asentamientos establecidos en el área de concesión de tierras incluyeron Bernal, El Pueblo, Entrnosa, Guzano, La Cuesta, Las Mulas, Puertecito, San José del Vado y San Miguel del Vado. 
Las familias de La Cuesta establecieron la comunidad de Antón Chico, en el río Pecos, a 18 kilómetros aguas abajo de La Cuesta, en 1822 y El Cerrito, a 5 kilómetros aguas abajo de La Cuesta, de 1824 a 1827. En 1831 se construyó una iglesia, que aún existe, en La Cuesta. Para 1835 y después, La Cuesta era uno de los asentamientos más poblados del Valle de Pecos. En 1845 La Cuesta probablemente tenía una población cercana a las 500 personas.
Muchos ciboleros (cazadores de búfalos) y comancheros (comerciantes con los indios de las llanuras), del siglo XIX, se originaron en La Cuesta y otras comunidades hispanas a lo largo del río Pecos. 
En 1890, la comunidad pasó a llamarse Villanueva, en honor a una prominente familia local.

## Demografía
Según el censo de 2010, había 229 personas residiendo en Villanueva. La densidad de población era de 12,16 hab./km². De los 229 habitantes, Villanueva estaba compuesto por el 52,4% blancos, el 0% eran afroamericanos, el 3,49% eran amerindios, el 0% eran asiáticos, el 0% eran isleños del Pacífico, el 34,93% eran de otras razas y el 9,17% pertenecían a dos o más razas. Del total de la población el 89,52% eran hispanos o latinos de cualquier raza.